# ريد إليكتريكا دي إسبانيا
ريد إلكتريكا دي إسبانيا (بالإسبانية: Red Eléctrica de España) هي شركة إسبانية محدودة المساهمة، مملوكة جزئيًّا للدولةـ وهي تدير شبكة الكهرباء الوطنية في إسبانيا، حيث تدير نظام نقل الطاقة الوطني. كما تمتلك أصولًا في بيرو وتشيلي والبرازيل.

## التاريخ
تأسست الشركة في عام 1985 من قبل الشركة القابضة المملوكة للدولة المعهد الوطني للصناعة (INI) لتوفير شبكة كهرباء وطنية موحدة. تسيطر الشركة القابضة المملوكة للدولة جمعية الدولة للمشاركات الصناعية على ما يصل إلى 20% من شركة ريد إلكتريكا، بينما يجري تداول الباقي بشكل حر في بورصة مدريد.

## عمليات البيع
كانت الشركة نشطة أيضًا في السابق في مجال الاتصالات، ولكن في عام 2005 باعت وحدتها ألبورا (ومعها إمكانية الوصول إلى 7500 كم من شبكة الألياف الضوئية) إلى وحدة تي-أونلاين التابعة لشركة دويتشه تيليكوم مقابل 61.5 مليون يورو.

## الاستحواذات
تمتلك الشركة 5% من نظيرتها البرتغالية ريديس إنرجيتيكاس ناسيونايس، ويوجد بينهما تحالف استراتيجي.
وقيل إن شركة تي دي إي تم الاستحواذ عليها مقابل 92 مليون يورو لأكثر من 99% من الشركة من يونيون فينوسا في عام 2002. ساهمت شركة تي إي دي بنحو 1.5% من إجمالي إيرادات شركة رد إلكتريكا وإيراداتها قبل الفوائد والضرائب والإهلاك والاستهلاك. في 13 نوفمبر 2014، وافقت حكومة بوليفيا على دفع 36.5 مليون دولار لشركة ريد إلكتريكا تعويضًا عن تأميم شركة تي دي إي.
تمتلك الشركة 100% من شركة المرافق البيروفية REDESUR (Red Eléctrica del SUR) في جنوب بيرو. وصلت نسبة REE في هذه الشركة إلى 100% في عام 2017، بعد الاستحواذ على الـ 45% الأخيرة. تشغِّل شركة ريديسور نظام الكهرباء في جنوب بيرو، وتسيطر على 100% من Transmisora Eléctrica del Sur (Tesur) و75% من Transmisora Eléctrica del Sur 2 (Tesur2).